# Союн Садиков
Союн Касумович Садиков (на руски: Союн Касумович Садыков; на азербайджански: Soyun Kasum oğlu Sadıqov; на грузински: სოიუნ კასუმის ძე სადიკოვი) е руски политик, бизнесмен, бивш съветски (грузински и руски) самбист, етнически азербайджанец от Грузия.
Ръководител е на Центъра за моделиране на стратегическо развитие. От 1996 до 2015 г. е представител на Русия за националните малцинства в Парламентарната асамблея на Съвета на Европа, Европейския парламент и ЮНЕСКО. Почетен архитект е на Руската федерация.

## Биография
Роден е в гр. Гардабани, Грузинска ССР, СССР на 5 март 1960 г. Завършва средно училище в родния си град (1977) и със семейството си се преселва от Грузия в Русия. През 1978 г. започва 2-годишна военна служба.
Още като ученик тренира самбо. Шампион е на Съветския съюз по самбо през 1978 г., победител в европейски първенства през 1979 и 1980 г.
Завършва Висшата школа за КГБ (1980), Московския авиационен технически институт „К. Е. Циолковски“ (1984), Икономическия факултет на Московския институт по управление „Серго Орджоникидзе“ (1990), Юридическия факултет на Санктпетербургския университет на МВР (2000). Кандидат на икономическите науки.
Генерален директор е на строителната компания „Мосреконструкция“. Срещу него е извършено неуспешно покушение на 18 март 2005 г.
Садиков е идеолог на неоевразийството – течение в руския консерватизъм, което призовава към създаване на свят с повече полюси, обединяване на евразийското пространство. Създава Център за моделиране на стратегическо развитие през 2008 г..